# Montholon
Montholon ist eine französische Gemeinde mit 2.730 Einwohnern (Stand: 1. Januar 2022) im Département Yonne in der Region Bourgogne-Franche-Comté; sie gehört zum Arrondissement Auxerre und zum Kanton Charny Orée de Puisaye.
Sie entstand mit Wirkung vom 1. Januar 2017 als Commune nouvelle durch Zusammenlegung der bis dahin selbstständigen Gemeinden Aillant-sur-Tholon, Champvallon, Villiers-sur-Tholon und Volgré, die fortan den Status von Communes déléguées besitzen. Der Verwaltungssitz befindet sich in Aillant-sur-Tholon.

## Geographie
Montholon liegt etwa 20 Kilometer nordwestlich von Auxerre am Tholon. Umgeben wird Montholon von den Nachbargemeinden Béon und Chamvres im Norden, Paroy-sur-Tholon, Champlay und Senan im Nordosten, Valravillon im Osten, Poilly-sur-Tholon im Südosten, Chassy im Süden, La Ferté-Loupière im Westen sowie Sépeaux-Saint Romain im Westen und Nordwesten.
Durch die Gemeinde führt die Autoroute A6.

## Bevölkerungsentwicklung
| Jahr                                                         | 1962 | 1968 | 1975 | 1982 | 1990 | 1999 | 2014 | 2020 |
| Einwohner                                                    | 1960 | 2023 | 2247 | 2411 | 2597 | 2615 | 2925 | 2814 |
| Quellen: Cassini und INSEE (Addition der Vorgängergemeinden) |      |      |      |      |      |      |      |      |

## Sehenswürdigkeiten
- Kirche Saint-Martin in Aillant-sur-Tholon, seit 1982 als Monument historique eingeschrieben
- Kirche von Champvallon
- Kirche Saint-Jean-Baptiste in Villiers-sur-Tholon, seit 1976 als Monument historique eingeschrieben
- Kirche von Volgré

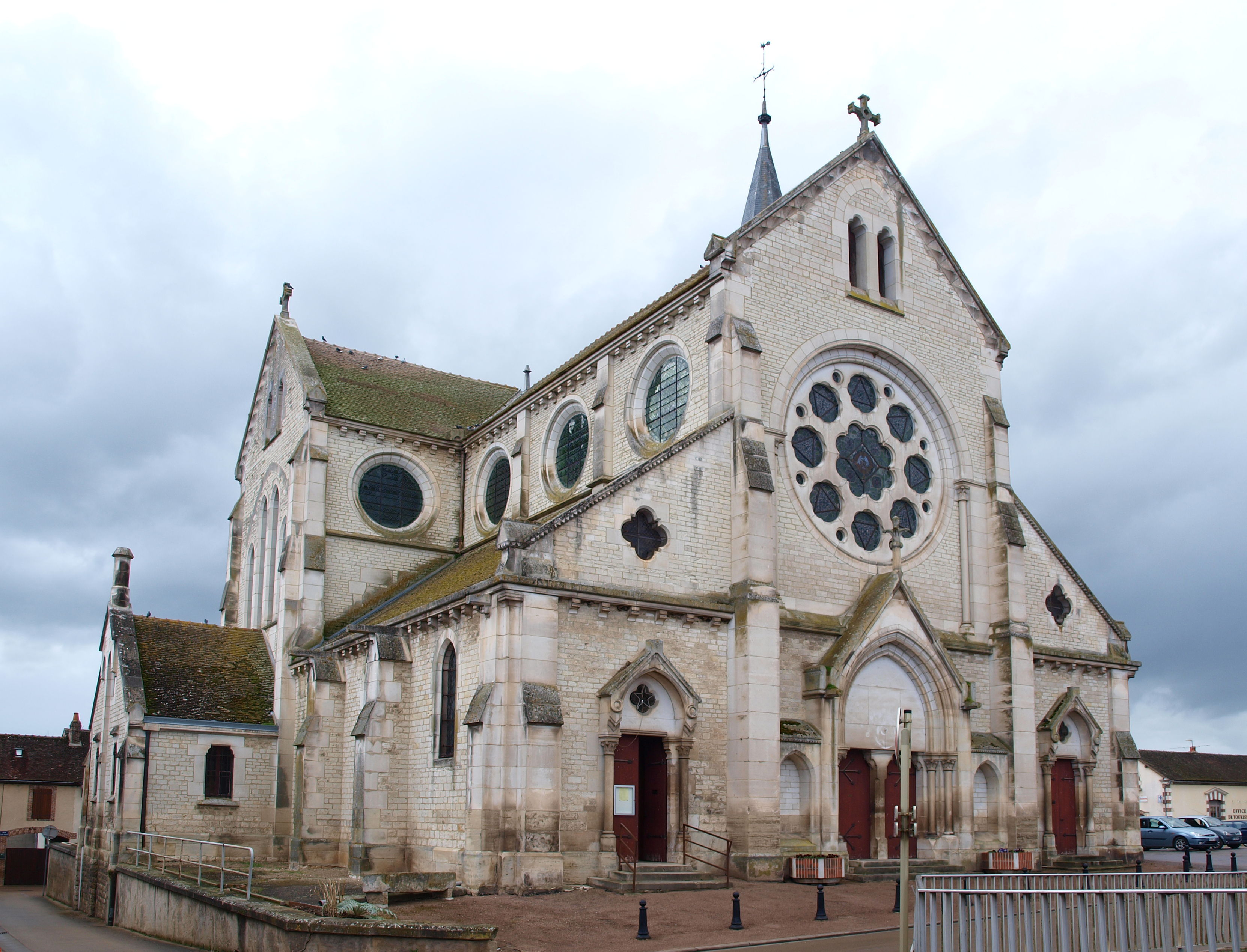
Kirche Saint-Martin
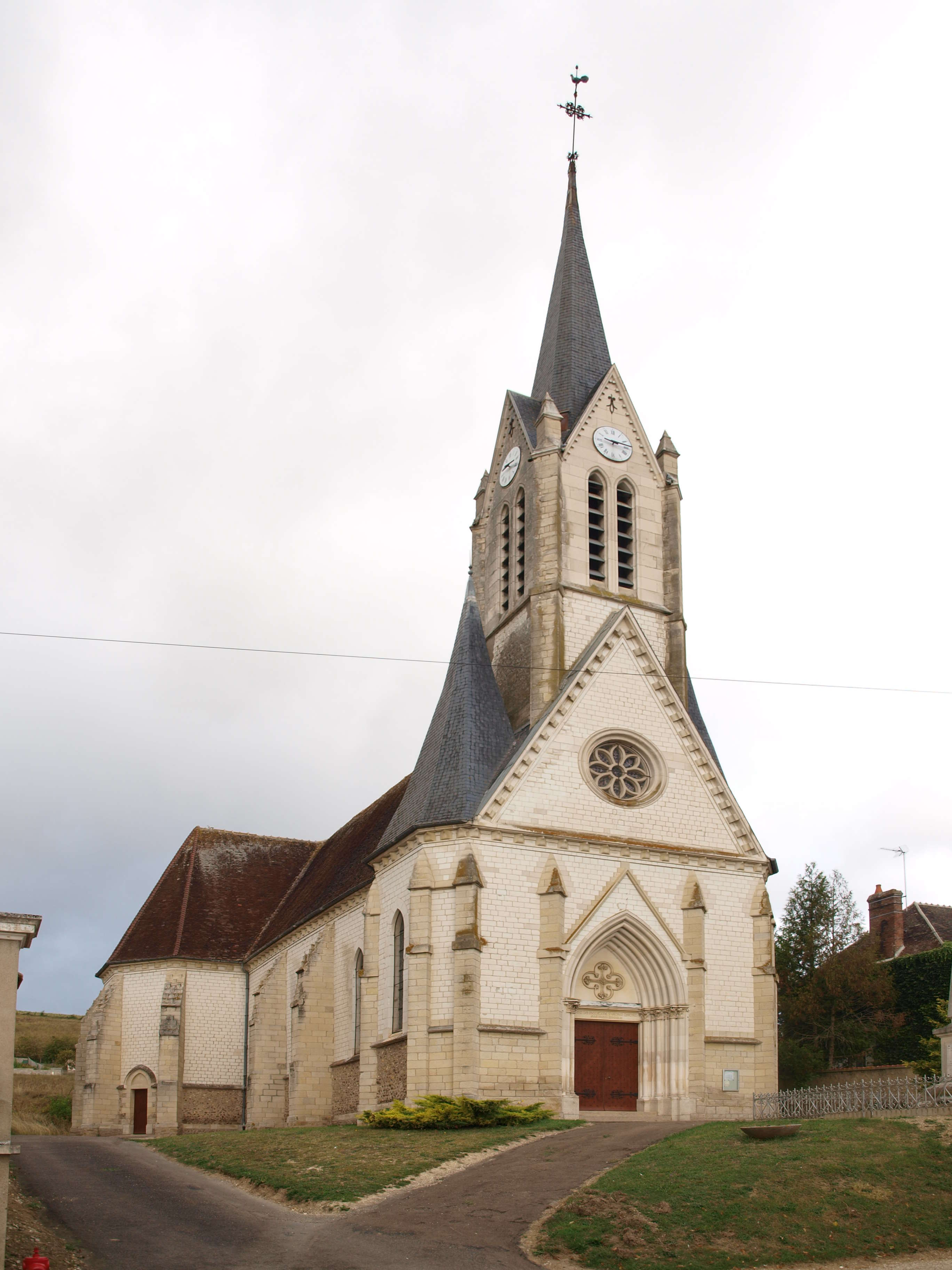
Kirche von Champvallon
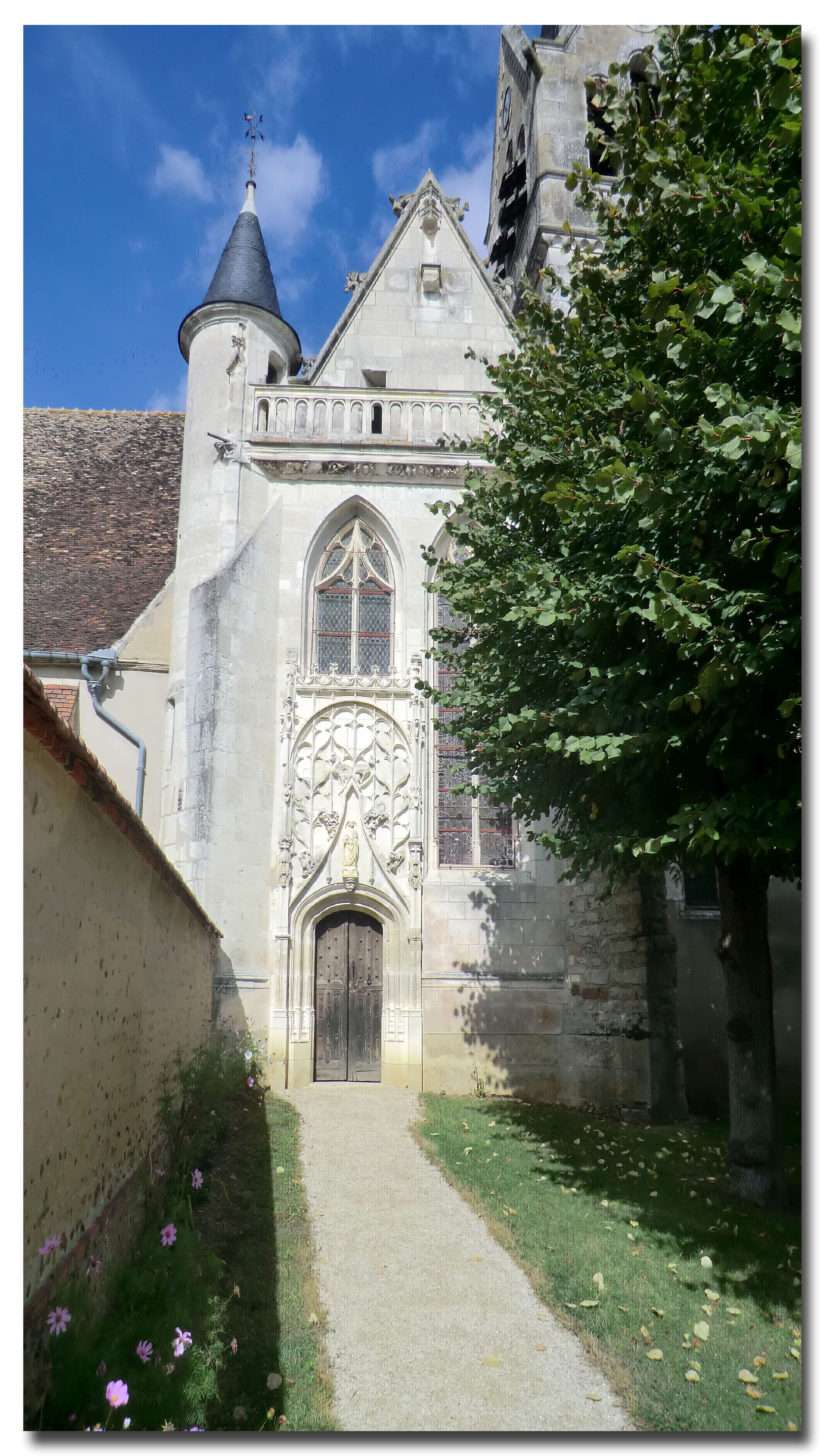
Kirche Saint-Jean-Baptiste
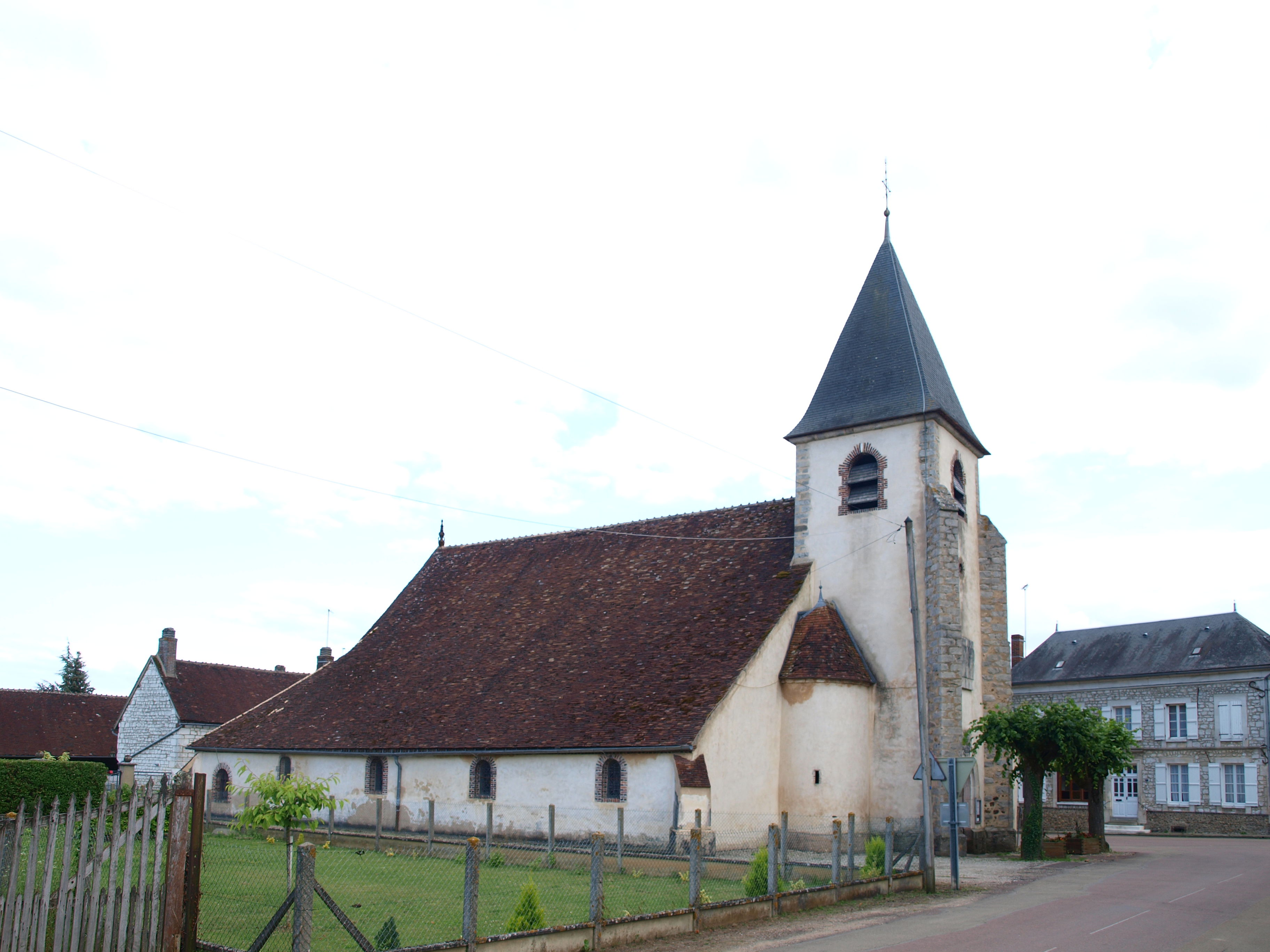
Kirche von Volgré